# Chijil
Chijil är en ort i Mexiko.   Den ligger i kommunen San Juan Cancuc och delstaten Chiapas, i den sydöstra delen av landet, 800 km öster om huvudstaden Mexico City. Chijil ligger 1 151 meter över havet och antalet invånare är 457.
Terrängen runt Chijil är bergig åt nordväst, men åt sydost är den kuperad. Runt Chijil är det ganska tätbefolkat, med 75 invånare per kvadratkilometer. I omgivningarna runt Chijil växer i huvudsak städsegrön lövskog.